# カルロス・バルドミール
カルロス・マニュエル・バルドミール（Carlos Manuel Baldomir、1971年4月30日 - ）は、アルゼンチンのプロボクサー。サンタフェ州サンタフェ出身。元WBC世界ウェルター級王者。
その年齢からかオヤジ、オジサンといった意味の愛称「Tata」で呼ばれている。

## 来歴

### プロボクサー時代
1971年にサンタフェで生まれた。1993年2月19日に22歳でプロデビュー。1996年10月26日に全アルゼンチン (FAB) ウェルター級タイトルに挑戦するが、負傷判定で敗れた。デビューから4年になるこの年までに22戦し16勝4敗2分けと平凡な戦績である。翌1997年は1月17日に再度FABタイトルに挑戦するが、これも敗戦となった。その後も1998年6月5日にIBCスーパーライト級タイトルに挑戦し、これも判定負け。さらに1998年には9月12日にFABウェルター級タイトル戦で判定負け、10月28日にWBCインターナショナルウェルター級王座決定戦を後の世界2階級制覇王者ディンガン・トベラと対戦し引き分けでタイトル奪取失敗とタイトル戦に負け続ける。
しかし、この頃からバルドミールは着実に力をつけ始め1999年4月22日にWBCインターナショナルウェルター級タイトル戦に8回TKOで勝利し、初めてタイトルを獲得した。そして11月29日にジョシュア・クロッティと対戦し11回反則勝ちでIBCウェルター級タイトルを獲得、2000年8月11日にアルゼンチンサンタフェ州ウェルター級タイトルを獲得した。その後も5年近くに渡ってWBCインターナショナルのタイトルを守り続け、7度の防衛に成功した。

### 世界タイトル戦へ
マイナータイトルを守り続けながら着実にランクアップをして2006年1月7日にようやくメジャータイトル戦に漕ぎ着けた。当時WBC・WBA・IBF世界ウェルター級チャンピオンであった、ザブ・ジュダーと対戦し、これを12回判定に下して世界チャンピオンになる。しかし、当初この試合はジュダーの3つの王座を賭けた試合であったが、バルドミールがWBC以外へのタイトル承認料の支払いをしなかったため、WBCのみの王座獲得となった。この試合は、前評判としては抜群のスピードを誇るジュダー圧倒的有利と言われていたが、終わってみれば3-0の判定勝利であった。この試合はリングマガジン アップセット・オブ・ザ・イヤーに選出された。
2006年7月22日、初防衛戦でアルツロ・ガッティと対戦し、9回TKO勝ちで初防衛に成功した。これによりマイナー団体のIBAウェルター級タイトルも獲得した。
2006年11月4日、2度目の防衛戦でフロイド・メイウェザー・ジュニアと対戦し、フルマーク負けをつけたジャッジ2者を含めた0-3の12回大差判定負けで王座から陥落した。
2007年7月28日に再起をかけ、バーノン・フォレストと空位のWBCスーパーウェルター級のタイトルを争ったが、12回大差判定で敗れ世界王者返り咲きは果たせなかった。試合後引退をほのめかすコメントをした。しかし、同年11月23日に復帰した。
2008年12月20日、WBC世界ウェルター級王座挑戦者決定戦でジャクソン・オセイ・ボンスと対戦し、12回判定負け。
2010年9月8日、次世代スター候補のサウル・アルバレスと対戦し、6回KO負け。
2012年9月8日、マルコ・アントニオ・ルビオと対戦するも4回終了時棄権で敗北。
2014年4月25日、約1年8ヶ月ぶりの試合をメキシコでアンドレイ・マリヤセフと対戦、10回判定負けを喫し引退を表明した。
2016年11月、実の娘に性的虐待をしていた容疑で逮捕される。娘が母親に告白したことで発覚したもので、性的虐待は長期間に及んでいたとされている。バルドミールはボクシングで稼いだファイトマネーの半分をギャンブルで使い果たし、愛想を尽かした妻と娘に見捨てられたと2013年に語っていた。2018年8月に検察が懲役20年を求刑。2019年7月にアルゼンチン・サンタフェの裁判所で懲役18年の判決が下された。2012年から2014年の間に当時7歳から8歳だった自身の娘に性的虐待を繰り返していたと告発されていた。

## 獲得タイトル
- WBCインターコンチネンタルウェルター級王座
- IBC世界ウェルター級王座
- IBA世界ウェルター級王座
- WBC世界ウェルター級王座（防衛1）